# Batalha de Custoza (1848)
A Batalha de Custoza foi travada em 24 e 25 de julho de 1848, durante a Primeira Guerra de Independência Italiana entre os exércitos do Império Austríaco, liderado pelo marechal Radetzky, e o Reino da Sardenha, liderado pelo Rei Carlos Alberto da Sardenha.

## Antecedentes
Em março de 1848, na cidade de Milão aconteceu a revolta contra a ocupação austríaca Carlos Alberto apoiou a revolta e declarou guerra à Áustria. Veneza também declarou sua independência da Áustria. O austríaco Marechal Radetzky retirou suas forças de Milão para as posições defensivas com base em quatro fortalezas conhecida como Quadrilateral: Verona Mântua, Peschiera e Legnago. O piemontês assumiu Peschiera após um curto cerco, mas Radetzky recebeu reforços substanciais.

## Batalha
Em julho, Carlos Alberto liderou um exército em todo o Rio Mincio, a fim de ocupar a estratégica cidade no topo da colina de Custoza. Radetzky respondeu com um contra-ataque decisivo. Em uma batalha de dois dias, ele infligiu uma derrota dolorosa no Piemonte, com os austríacos tomando Custoza depois de uma luta corpo-a-corpo. Ambos os lados sofreram grandes baixas, cada exército ter perdido mais da metade de suas tropas durante a luta.

## Resultado
A vitória de Radetzky expulsaram os piemonteses de Lombardia e os forçou a assinar um tratado de paz com os austríacos. Quando a guerra recomeçou março 1849, Radetzky foi novamente vitorioso em Novara, resultando na abdicação de Carlos Alberto, em favor de seu filho, Vítor Emanuel. Em agosto, Radetzky restaura a autoridade austríaca ao longo de suas províncias italianas.